# Bílé Podolí
Bílé Podolí là một chợ huyện thuộc huyện Kutná Hora, vùng Středočeský, Cộng hòa Séc.